# Združenje poljskih električarjev
Združenje poljskih električarjev (poljsko Stowarzyszenie Elektryków Polskich, SEP) je poljska nevladna organizacija, ki združuje skupnost električarjev poljskega porekla z vsega sveta. Zaradi odprte formule članstva združuje tako inženirje in tehnike kot tudi mlade študente (dijake tehničnih in poklicnih šol) s široko opredeljenega področja elektrotehnike.

## Dejavnosti
SEP se ukvarja predvsem s popularizacijskimi in izobraževalnimi dejavnostmi (usposabljanja za pridobitev dovoljenja za upravljanje električne opreme). Ukvarja se tudi z ugotavljanjem skladnosti nizkonapetostnih električnih izdelkov (od leta 1933) prek urada za preskušanje kakovosti agencije SEP, ki ima nacionalne akreditacije ter priznanja najprestižnejših evropskih in mednarodnih organizacij. Pod angleškim imenom Association of Polish Electrical Engineers izvaja tudi obsežno mednarodno sodelovanje. Vključena je v Nacionalno zvezo znanstvenih in tehničnih združenj na Poljskem ter v evropsko organizacijo EUREL.

## Zgodovina
Od 7. do 9. junija 1919 je potekal kongres, na katerem je bilo ustanovljeno Združenje poljskih elektroinženirjev. Za prvega predsednika je bil izvoljen profesor Mieczysław Pożaryski. Leta 1928 se je organizacija združila z Združenjem poljskih radijskih inženirjev, leta 1929 pa je bilo ime gs sklepom upravnega odbora spremenjeno v sedanje. Leta 1939 se je združenju SEP pridružilo Združenje poljskih teletehnikov.

## Predsedniki SEP
- 1919–1928 – Mieczysław Pożaryski
- 1928–1929 – Kazimierz Straszewski
- 1929–1930 – Zygmunt Okoniewski
- 1930–1931 – Kazimierz Straszewski
- 1931–1932 – Felicjan Karśnicki
- 1932–1933 – Tadeusz Czaplicki
- 1933–1934 – Alfons Kühn
- 1934–1935 – Jan Obrąpalski
- 1935–1936 – Alfons Kühn
- 1936–1937 – Janusz Groszkowski
- 1937–1938 – Alfons Hoffmann
- 1938–1939 – Kazimierz Szpotański
- 1939 – Antoni Krzyczkowski
- 1939–1946 – Kazimierz Szpotański
- 1946–1947 – Kazimierz Straszewski
- 1947–1949 – Włodzimierz Szumilin
- 1949–1950 – Stanisław Ignatowicz
- 1950–1951 – Tadeusz Żarnecki
- 1951–1952 – Jerzy Lando
- 1952–1959 – Kazimierz Kolbiński
- 1959–1961 – Tadeusz Kahl
- 1961–1981 – Tadeusz Dryzek
- 1981–1987 – Jacek Szpotański
- 1987–1990 – Bohdan Paszkowski
- 1990–1994 – Jacek Szpotański
- 1994–1998 – Cyprian Brudkowski
- 1998–2002 – Stanisław Bolkowski
- 2002–2006 – Stanisław Bolkowski
- 2006–2010 – Jerzy Barglik
- 2010–2014 – Jerzy Barglik
- 2014–2022 – Piotr Szymczak[7]
- od 2022 – Sławomir Cieślik